# Rakowszczyzna (sielsowiet Porozów)
Rakowszczyzna (biał. Ракаўшчына, Rakauszczyna; ros. Раковщина, Rakowszczina) – wieś na Białorusi, w obwodzie grodzieńskim, w rejonie świsłockim, w sielsowiecie Porozów, nad Rosią.

## Historia
W XIX i w początkach XX w. położona była w Rosji, w guberni grodzieńskiej, w powiecie wołkowyskim, w gminie Tołoczmany.
W dwudziestoleciu międzywojennym leżała w Polsce, w województwie białostockim, w powiecie wołkowyskim, do 30 grudnia 1922 w gminie Święcica, następnie w gminie Izabelin. W 1921 miejscowość była zniszczona i niezamieszkana.
Po II wojnie światowej w granicach Związku Sowieckiego. Od 1991 w niepodległej Białorusi.